# شركة اتحاد الخليج للتأمين التعاوني
شركة اتحاد الخليج للتأمين التعاوني كانت شركة تأمين مساهمة عامة سعودية، تأسست في الخامس من أغسطس عام 2007، برأس مال مئتان وعشرين مليون ريال سعودي، تمارس شركة اتحاد الخليج للتأمين التعاوني أنشطة التأمين التعاوني بما في ذلك تأمين العقار، وتأمين المسؤلية، وتامين المركبات، والتأمين الشخصي، والتأمين الصحي.

## المصير
في 6 ديسمبر 2020، أعلن عن نفاذ قرار دمج «الشركة الأهلية للتأمين التعاوني» في شركة اتحاد الخليج للتأمين التعاوني، وكان الاندماج مقابل قيام شركة اتحاد الخليج بإصدار نحو 7.947 مليون سهم بقيمة اسمية تبلغ 10 ريالات سعودية للسهم الواحد وتسجّل لصالح المساهمين في الشركة الأهلية «الأسهم الجديدة» من خلال زيادة رأسمال شركة اتحاد الخليج المدفوع من 150 مليون ريال إلى 229.47 مليون ريال، وزيادة عدد أسهمها من 15 مليون سهم إلى 22.95 مليون سهم مدفوعة بالكامل.
الاندماج أدى إلى إلغاء إدراج أسهم «الشركة الأهلية للتأمين التعاوني». في 30 ديسمبر،2020، عدل اسم الشركة ليصبح «شركة اتحاد الخليج الأهلية للتأمين التعاوني»، بدلاً من «اتحاد الخليج للتأمين التعاوني».